# Kostel svatého Zikmunda (Sopotnice)

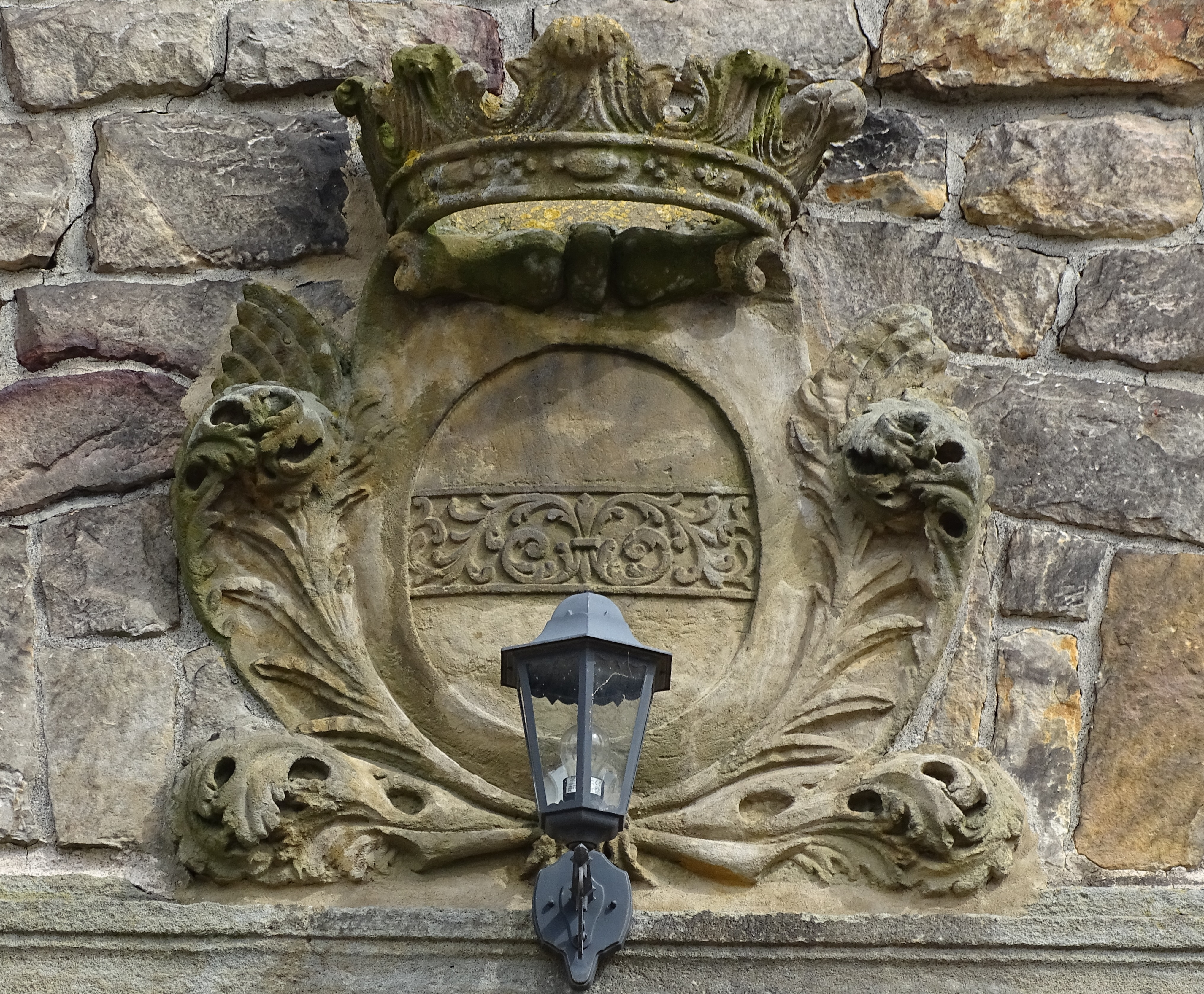
erb rodu Zárubů z Hustířan

Kostel svatého Zikmunda je římskokatolický, orientovaný kostel v Sopotnici. Je farním kostelem farnosti Sopotnice. Kostel je chráněn jako kulturní památka. Stojí na návrší v centru obce, kde tvoří sakrální celek se zvonicí a márnicí.

## Historie
Původně gotický kostel byl vystavěn jako dřevěný zřejmě ve 14. století. Na přelomu 14. a 15. století byl nahrazen kamennou stavbou. Později byl upraven renesančně a barokně. Z původního kostela se dochovaly obvodové zdi presbytáře se sanktuářem a dvě pole křížové klenby se zdobnými konzolami a svorníky. Renesanční zvonice, stojící osamoceně v sousedství kostela, pochází z roku 1573. Barokní věžová zvonice je z roku 1702 a márnice z roku 1815. Při zásadní neogotické úpravě podle B. Dvořáka v roce 1912 byla původní loď s dřevěným tabulovým stropem a dřevěnou kruchtou stržena a k zachovanému presbytáři byla přistavěna nová delší loď. Zachován byl i portál z 18. století se znakem rodu Zárubů z Hustířan.
Před kostelem a hřbitovní zdí stojí socha sv. Jana Nepomuckého s datem 1780 a Sousoší Krucifixu s Pannou Marií Bolestnou z roku 1722. Sousoší restaurováno v roce 1930 a 2016 - 2017.

## Varhany
Varhany z roku 1915 jsou dílem Antonína Mölzera mladšího.

## Bohoslužby
Bohoslužby se konají v neděli od 11.00 a ve čtvrtek od 17.30.

## Hřbitov
V okolí kostela se nachází starý hřbitov. Hroby:
Vaigl Václav (1848 - 1901) farář v Sopotnici
Bezdíček Josef (1867 - 1950), děkan v Sobotnici po 60 letech služby
Nováček Antonín Dominik (1919 - 1985), dominikán, 42 let kněžství v Sopotnici

## Externí odkazy

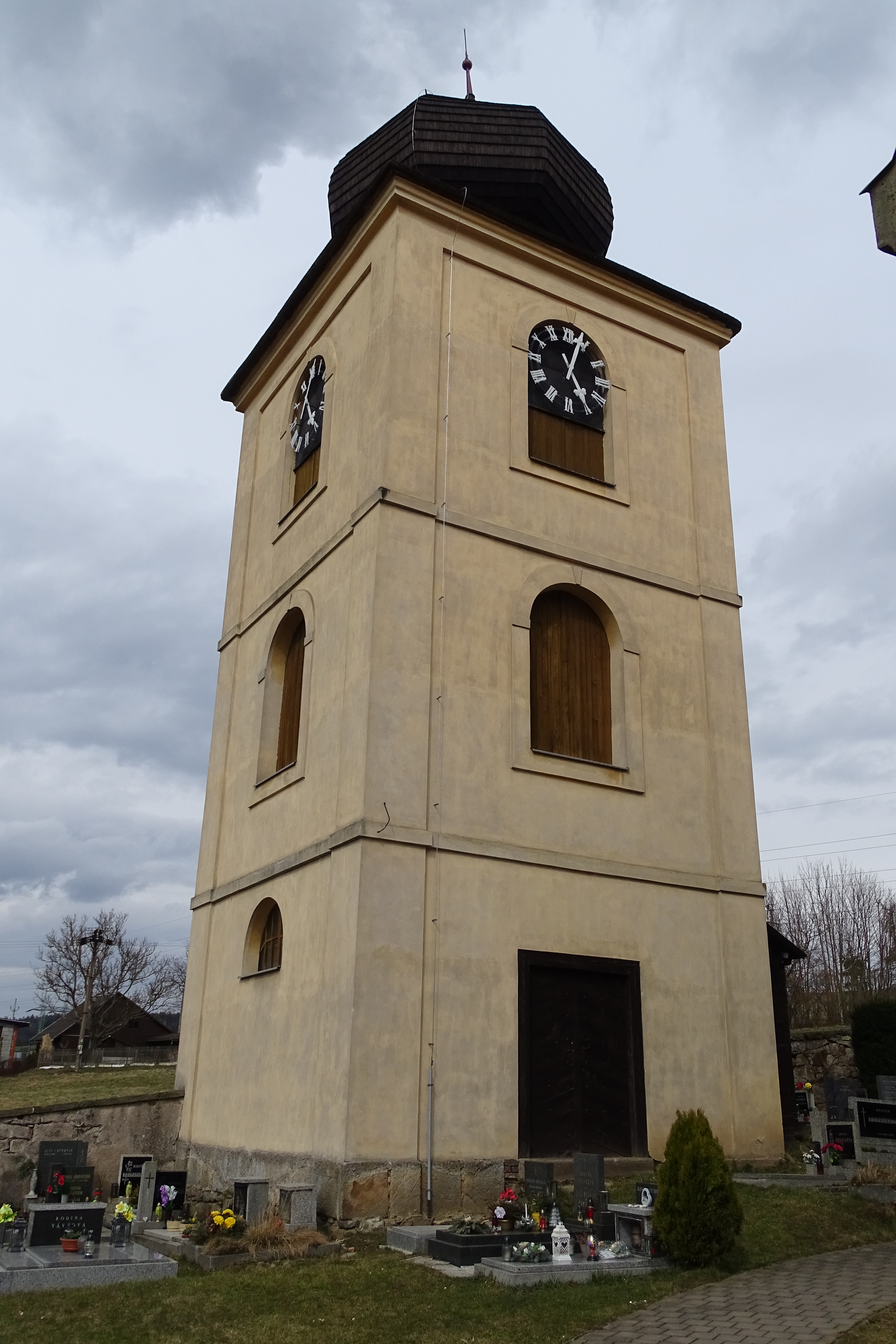
Zvonice u kostela v Sopotnici